# Krhová

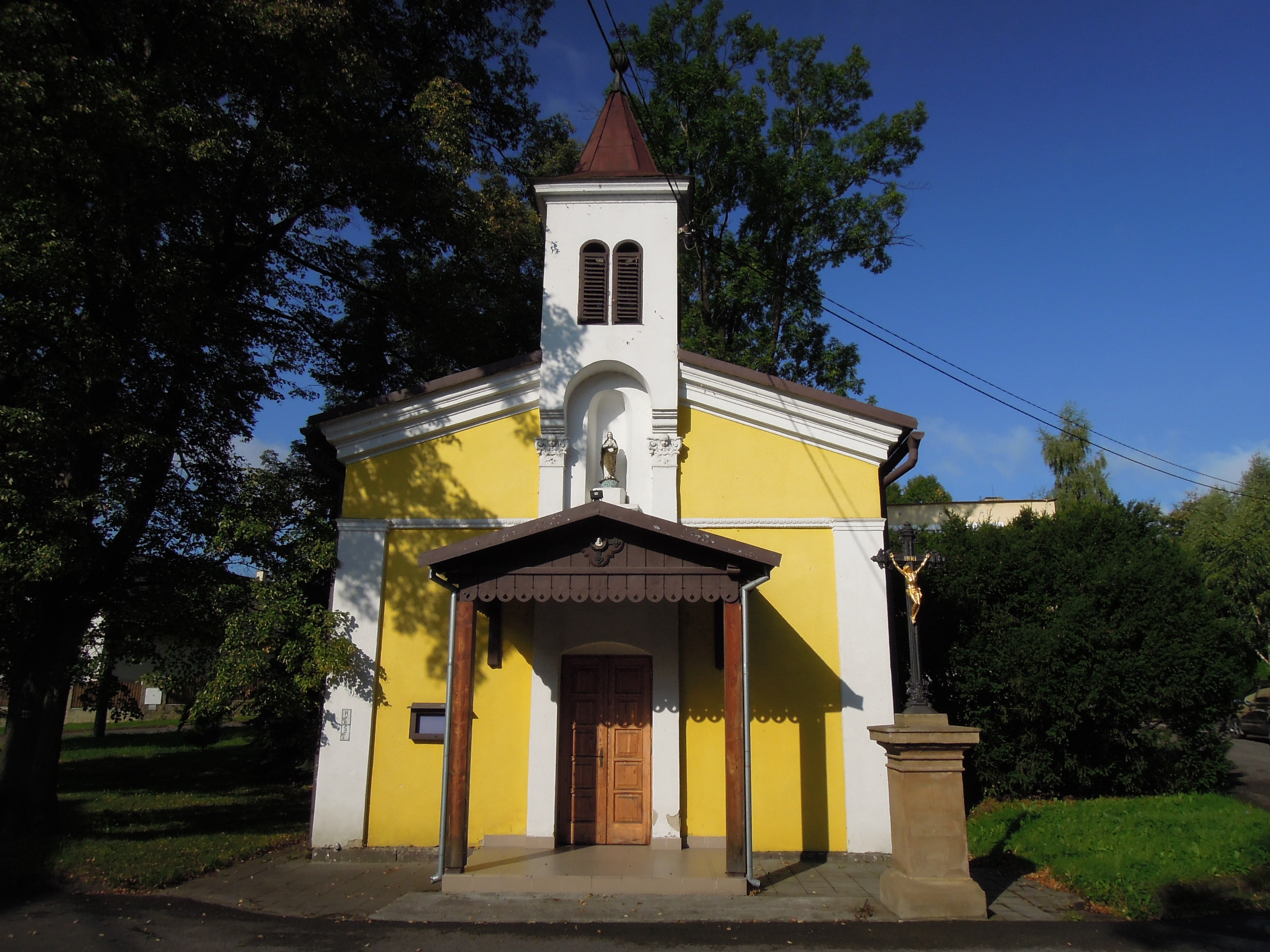
capela na cidade

Krhová ( em alemão:  Krhowa   ) é um município e vila no distrito de Vsetín na região de Zlín da República Tcheca . Tem cerca de 2.100 habitantes.

## História
A primeira menção escrita de Krhová é de 1442.
Krhová fazia parte da cidade de Valašské Meziříčí até que uma votação para separar o município foi realizada em 21 de abril de 2012, na qual a maioria votou a favor. Em 1º de janeiro de 2013, Krhová tornou-se oficialmente independente.